# Ramadhani Nkunzingoma
Ramadhani Nkunzingoma (2 settembre 1977) è un ex calciatore ruandese, di ruolo portiere.

## Carriera

### Nazionale
Ha debuttato in Nazionale l'11 dicembre 2002, in Tanzania-Ruanda (3-0). Ha partecipato, con la Nazionale, alla Coppa d'Africa 2004. Ha collezionato in totale, con la maglia della Nazionale, 21 presenze e 29 reti subite.

## Palmarès

### Club

#### Competizioni nazionali
- Campionato di calcio del Ruanda: 3

APR: 2003, 2005, 2006
- Rwandan Cup: 1

APR: 2006
- Campionato di calcio della Repubblica Democratica del Congo: 1

TP Mazembe: 2007